# Аренсгаген-Дасков
Аренсгаген-Дасков (нім. Ahrenshagen-Daskow) — громада в Німеччині, розташована в землі Мекленбург-Передня Померанія. Входить до складу району Передня Померанія-Рюген. Складова частина об'єднання громад Рібніц-Дамгартен.
Площа — 58,32 км2. Населення становить 2147 ос. (станом на 31 грудня 2020).

## Галерея

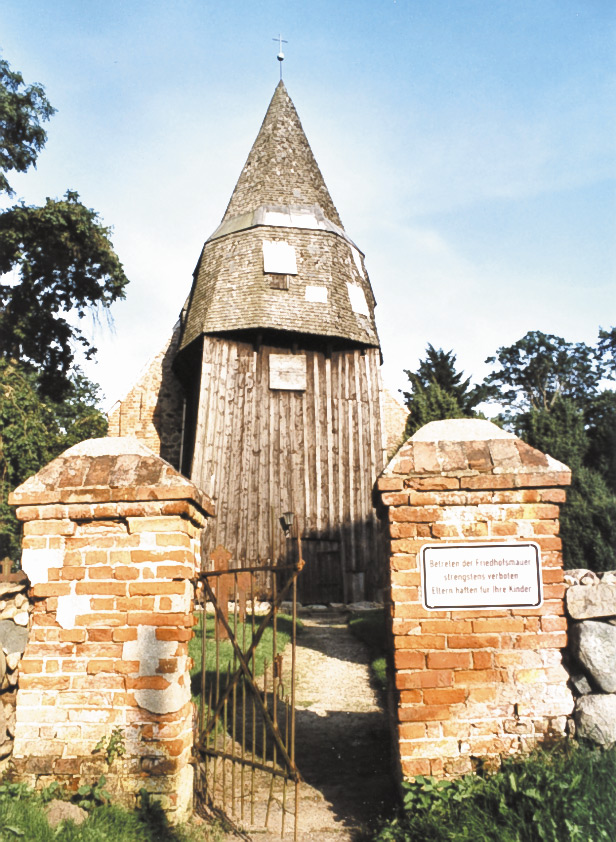
hochkant